# Porto Velho
Porto Velho, amtlich portugiesisch Município de Porto Velho, ist die Hauptstadt des brasilianischen Bundesstaates Rondônia. Die Stadt hatte 2024 laut Schätzung 514.873 Einwohner. Die Fläche des gesamten Gemeindegebietes mit rund 34.091 km² entspricht in etwa der Größe Baden-Württembergs, jedoch mit einer Bevölkerungsdichte von 15,24 Einwohner pro km². Rund 91 % der Bevölkerung konzentrierten sich 2010 auf das eigentliche urbane Gebiet, rund 9 % auf das noch weitgehend unberührte Umland. Auf dem Gemeindegebiet befinden sich Schutzgebiete und drei Stammesreservate der Karitiana, Kaxaraxi und Karipuna.

## Geschichte
Sie wurde 1914 als Hafen am Rio Madeira gegründet. Heute ist sie ein wichtiger Punkt der Transamazônica. Sie liegt auf einer Höhe von 85 Metern.
Es gibt zwei Legenden, die sich um die Entstehung ihres Namens ranken: Die eine spricht von einem Hafen, der aufgrund eines dort ansässigen und bekannten Bauers „Porto do Velho“ (Hafen des Alten) genannt wurde, die andere spricht von einem Sammelpunkt des kaiserlichen brasilianischen Heeres während des Paraguay-Krieges, nach dem Krieg blieb nur die Bezeichnung „Porto Velho“.
Ab dem 13. September 1943 wurde Porto Velho Hauptstadt des neuen „Território Federal do Guaporé“ und anschließend am 17. Februar 1956 Hauptstadt des neuen „Território Federal de Rondônia“.
Die Stadt profitierte in ihren frühen Jahren vom Kautschukboom, denn sowohl die Madeira-Mamoré-Eisenbahn (EFMM) als auch verschiedene Schiffsrouten für den Kautschuk-Abbau im nahegelegenen Urwald führten durch Porto Velho, wodurch die Stadt zu bescheidenem Reichtum gelangte. Die Eisenbahnlinie ist jedoch inzwischen stillgelegt. Es wurde ein 25 Kilometer langer Abschnitt für touristische Zwecke wiederhergestellt, aber auch dieser ist derzeit wegen Problemen mit den alten Dampflokomotiven aus Deutschland und den Vereinigten Staaten außer Betrieb.
Seit den 1980er-Jahren ist die Stadt wie der Bundesstaat Rondônia Ziel starken Zuzuges, vor allem aus dem Nordosten Brasiliens. Verarmte Bewohner der Bundesstaaten an den Küsten ziehen in die inneren Staaten, wo sie hoffen, Urwald in Plantagen umwandeln zu können und damit ein besseres Leben zu führen.

## Sehenswürdigkeiten
Nahe Sehenswürdigkeiten sind die Tempel Mãe Esperanza, Mãe Petronilha und Albertino.

## Klima
Die Jahresdurchschnittstemperatur liegt bei 25,5 °C, die Niederschlagsmenge bei etwa 2000 Millimeter.

## Verkehr
In Porto Velho beginnt (oder endet) die BR-319 nach Manaus, die Stadt wird durchquert von der BR-364 aus Limeira nach Rio Branco.

## Söhne und Töchter der Stadt
- Carlos Ghosn (* 1954), Manager in der Automobilindustrie
- Júnior Lopes (* 1987), Fußballspieler